# Moore (Montana)
Moore è una città degli Stati Uniti d'America situata nel Montana, nella Contea di Fergus.